# Mikroaerophil
Mikroaerophil bezeichnet in der Biologie eine Eigenschaft von aeroben Mikroorganismen. Als mikroaerophil bezeichnet man Mikroorganismen, die am besten wachsen können, wenn die Sauerstoffkonzentration im Nährmedium deutlich geringer ist als bei Sättigung mit normaler Luft (~ 20 % Sauerstoff). Nach einer anderen Definition sind mikroaerophile Mikroorganismen nur bei einer Sauerstoffkonzentration von unter 1–2 % der Sättigungskonzentration unter 20 % Sauerstoff aktiv. Beispiele für mikroaerophile Bakterien: Vertreter der Gattung Campylobacter und Helicobacter.